# Lucrezia Stefanini
Lucrezia Stefanini (Florence, 15 mei 1998) is een tennisspeelster uit Italië. Stefanini begon met tennis toen zij acht jaar oud was. Zij is rechtshandig, maar speelt aan beide zijden tweehandig. Zij is actief in het internationale tennis sinds 2015.

## Loopbaan

### Enkelspel
Stefanini debuteerde in 2014 op het ITF-toernooi van Civitavecchia (Italië). Zij stond in 2016 voor het eerst in een finale, op het ITF-toernooi van Schio (Italië) – zij verloor van de Oekraïense Valerija Strachova. In 2017 veroverde Stefanini haar eerste titel, op het ITF-toernooi van Hammamet (Tunesië), door de Griekse Eleni Kordolaimi te verslaan. Tot op heden(augustus 2023) won zij negen ITF-titels, de meest recente in 2023 in Calvi (Frankrijk).
In 2021 kwalificeerde Stefanini zich voor het eerst voor een WTA-hoofdtoernooi, op het toernooi van Abu Dhabi. Haar beste resultaat op de WTA-toernooien is het bereiken van de tweede ronde.
In 2023 had Stefanini haar grandslamdebuut op het Australian Open, doordat zij met succes het kwalificatietoernooi had doorlopen – in het hoofdtoernooi bereikte zij nog de tweede ronde. In augustus maakte zij haar entrée tot de top 100 van de wereldranglijst.
Haar hoogste notering op de WTA-ranglijst is de 99e plaats, die zij bereikte in augustus 2023.

### Dubbelspel
Stefanini was in het dubbelspel minder actief dan in het enkelspel. Zij debuteerde in 2014 op het ITF-toernooi van Santa Margherita di Pula (Italië), samen met landgenote Federica Mordegan. Zij stond in 2016 voor het eerst in een finale, op het ITF-toernooi van Sassuolo (Italië), samen met landgenote Tatiana Pieri – zij verloren van het Italiaanse duo Alice Balducci en Deborah Chiesa. Later dat jaar veroverde Stefanini haar eerste titel, op het ITF-toernooi van Santa Margherita di Pula (Italië), terug samen met Pieri, door het Italiaanse duo Alice Balducci en Marcella Cucca te verslaan. Tot op heden(augustus 2023) won zij twee ITF-titels, de andere in 2017 in Bergamo (Italië).
In 2021 speelde Stefanini voor het eerst op een WTA-hoofdtoernooi, op het toernooi van Portorož, samen met de Zwitserse Susan Bandecchi – zij bereikten er de tweede ronde.

## Posities op deWTA-ranglijst
Positie per einde seizoen:
| jaar | rang enkelspel | rang dubbelspel |
| ---- | -------------- | --------------- |
| 2015 | 926            | –               |
| 2016 | 755            | 736             |
| 2017 | 503            | 638             |
| 2018 | 407            | 657             |
| 2019 | 430            | 597             |
| 2020 | 390            | 585             |
| 2021 | 180            | 516             |
| 2022 | 142            | 580             |

## Palmares

### Gewonnen ITF-toernooien enkelspel
| nr. | finale     | toernooi           | dotatie | ondergrond | tegenstandster in finale  | score          |
| --- | ---------- | ------------------ | ------- | ---------- | ------------------------- | -------------- |
| 1.  | 2017-06-04 | Hammamet           | $15.000 | gravel     | Eleni Kordolaimi          | 7-6, 6-2       |
| 2.  | 2019-11-10 | Monastir           | $15.000 | hardcourt  | Sada Nahimana             | 6-4, 6-0       |
| 3.  | 2021-05-16 | Salinas            | $25.000 | hardcourt  | Susan Bandecchi           | 6-1, 6-3       |
| 4.  | 2021-08-15 | Radom              | $25.000 | gravel     | Miriam Kolodziejová       | 4-6, 6-2, 6-3  |
| 5.  | 2022-02-06 | Sharm-el-Sheikh    | $25.000 | hardcourt  | Alexandra Cadanțu-Ignatik | 6-2, 3-0, opg. |
| 6.  | 2022-09-04 | Collonge-Bellerive | $60.000 | gravel     | Sinja Kraus               | 6-2, 2-1, opg. |
| 7.  | 2022-09-18 | Caldas da Rainha   | $60.000 | hardcourt  | Marina Bassols Ribera     | 3-6, 6-1, 7-6  |
| 8.  | 2023-04-16 | Sharm-el-Sheikh    | $25.000 | hardcourt  | Emina Bektas              | 6-3, 7-6       |
| 9.  | 2023-04-30 | Calvi              | $40.000 | hardcourt  | Heather Watson            | 6-2, 3-6, 6-3  |

## Resultaten grandslamtoernooien
| Legenda | Legenda                          |
| ------- | -------------------------------- |
| g.t.    | geen toernooi gehouden           |
| l.c.    | lagere categorie                 |
| –       | niet deelgenomen                 |
| G       | uitgeschakeld in de groepsfase   |
| 1R      | uitgeschakeld in de eerste ronde |
| 2R      | uitgeschakeld in de tweede ronde |
| 3R      | uitgeschakeld in de derde ronde  |
| 4R      | uitgeschakeld in de vierde ronde |
| KF      | uitgeschakeld in de kwartfinale  |
| HF      | uitgeschakeld in de halve finale |
| F       | de finale verloren               |
| W       | het toernooi gewonnen            |
| w-v     | winst/verlies-balans             |

### Enkelspel
| toernooi        | 2023 |
| --------------- | ---- |
| Australian Open | 2R   |
| Roland Garros   | –    |
| Wimbledon       | 1R   |
| US Open         |      |